# Le Feuilleton d'Ulysse : la mythologie grecque en cent épisodes
Le Feuilleton d'Ulysse, la mythologie grecque en cent épisodes, est un livre de littérature de jeunesse écrit par Murielle Szac, publié en 2015, publié chez Bayard Jeunesse.
Inspiré de l'Iliade et l'Odyssée d'Homère, il raconte le départ d'Ulysse à la Guerre de Troie. Après la guerre, il doit surmonter de nombreuses épreuves pour rentrer chez lui, retrouver sa femme Pénélope et son fils Télémaque.
Le Feuilleton d'Ulysse est le troisième volet de la trilogie :
- Le Feuilleton de Thésée : la mythologie grecque en 100 épisodes, Bayard, 2011
- Le Feuilleton d’Hermès : la mythologie grecque en 100 épisodes, Bayard, 2006

## Liens annexes
- Mythologie grecque